# Laboratoire de l'accélérateur linéaire
 (mai 2022).
Le Laboratoire de l'accélérateur linéaire (en abrégé LAL) était une unité mixte de recherche (UMR 8607) de l’Institut national de physique nucléaire et de physique des particules (IN2P3) du CNRS et de l’Université Paris-Saclay, de 1956 à fin décembre 2019. Situé sur le campus d'Orsay, au coeur du pôle technologique Paris-Saclay le laboratoire occupait plusieurs bâtiments au sud de l'Yvette. Le 1er janvier 2020, le LAL a rejoint quatre laboratoires de physique pour former le Laboratoire de physique des deux infinis Irène Joliot-Curie (IJCLab).

## Présentation
Le Laboratoire de l'accélérateur linéaire était un laboratoire de physique fondamentale dont les thèmes de recherche principaux sont la physique des particules (l'étude des constituants les plus élémentaires de la matière, le cœur de métier historique du LAL), les astroparticules (l'étude de rayonnements en provenance de l'univers) et la cosmologie (histoire, composition et évolution de l'univers). Le LAL comprenait un département accélérateurs dont les compétences allaient de la physique des accélérateurs de particules aux technologies nécessaires pour concevoir, construire et faire fonctionner de tels instruments. Le LAL comportait plusieurs services techniques (électronique & instrumentation, informatique et mécanique) auxquels s'ajoutaient les services administratif et infrastructure.
À la fin de l'année 2019, ce sont 287 personnes qui travaillaient au LAL.
- 132 chercheurs : 66 chercheurs permanents (chercheurs CNRS ou enseignants-chercheurs), 15 chercheurs en CDD, 39 doctorants et 12 chercheurs émérites
- 155 ingénieurs & techniciens : 146 permanents et 7 CDDs et 2 apprentis.

## Historique
Sous l'impulsion de son directeur le professeur Yves Rocard, le laboratoire de physique de l'École normale supérieure à Paris démarra en 1955 la construction du Laboratoire de l'accélérateur linéaire à Orsay pour donner aux scientifiques un accélérateur d'électrons.
La construction fut achevée en 1958 et les premières expériences eurent lieu en 1959.
Le personnel était composé des chercheurs et du personnel technique de l'École normale supérieure trop à l'étroit dans ses locaux parisiens.
La première tranche d'énergie de 1,3 GeV fut achevée en 1962, ainsi que l'anneau de collision électrons-positrons ACO (Anneau de collision d'Orsay) qui était un accélérateur circulaire où était étudiée l'annihilation matière-antimatière.
De 1965 à 1968 construction de la dernière tranche qui porta l'énergie à 2,3 GeV. À cette époque, le Laboratoire de l'accélérateur linéaire était un des plus grands laboratoires au monde dans le domaine de la physique des hautes énergies. Mais, peu à peu, des outils plus performants au CERN ou à DESY (Hambourg) vont éloigner les physiciens de cet outil de proximité.
Le laboratoire deviendra une Unité d'enseignement et de recherche  de l'université Paris-XI après la scission de l'université de Paris.
En 1973, un nouveau laboratoire fut créé pour utiliser le faisceau de l'accélérateur, il s'agissait du Laboratoire pour l'Utilisation du Rayonnement Electromagnétique (en abrégé LURE).
L'année 1976 vit la mise en service de l'anneau de stockage et de collision DCI pour la physique des particules et en tant que source de rayons X pour le Laboratoire pour l'Utilisation du Rayonnement Electromagnétique.
En 1985, le Laboratoire de l'accélérateur linéaire et le Laboratoire pour l'Utilisation du Rayonnement Electromagnétique devinrent deux entités distinctes.
Le LURE continuant à exploiter l'accélérateur, ACO et DCI, tandis que le personnel du LAL participait de plus en plus à d'importantes expériences internationales.
À partir de 1987, une partie de l'activité du LAL va s'orienter vers des expériences de physique sans accélérateur et vers l'astrophysique.
En 2001, une société civile appelée Synchrotron SOLEIL reprit en les développant les expériences du LURE.

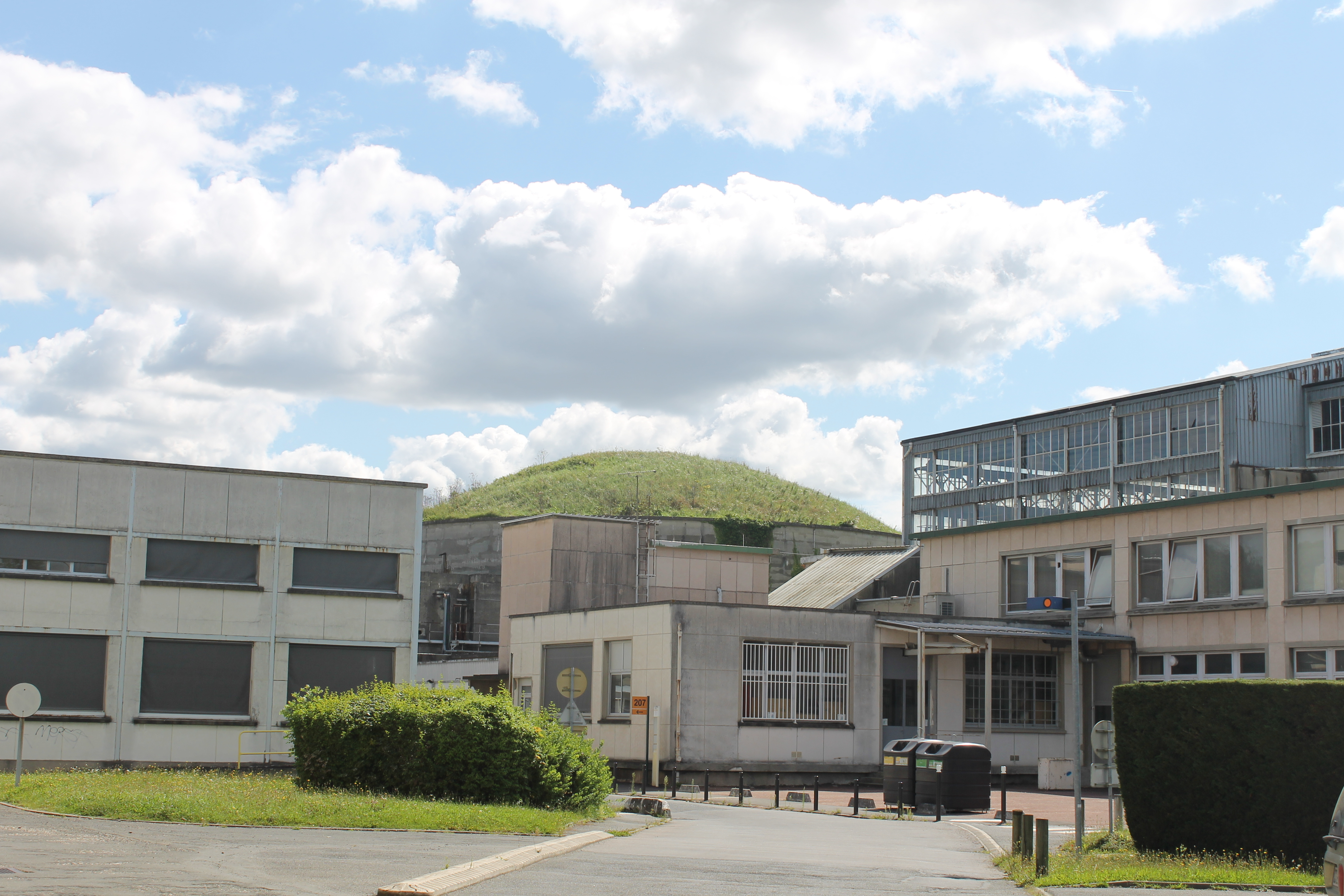
Les bâtiments du Laboratoire de l'accélérateur linéaire (LAL) dans le campus d'Orsay (Université Paris-Sud)

En  décembre 2003, le LURE cessa l'exploitation de ses deux synchrotrons (DCI et SuperACO) et de son accélérateur d'électrons, le Linac.
En 2004 commença le démantèlement de l'accélérateur linéaire qui va durer entre cinq et dix ans.
Les activités techniques et de recherche continuent au Laboratoire de l'accélérateur linéaire en participant aux différentes expériences internationales dans lesquelles les équipes sont impliquées depuis de nombreuses années.
En juin 2006 le laboratoire a fêté son cinquantenaire en présence de personnalités scientifiques.
Le label « site historique » de la Société Européenne de Physique (EPS) était décerné au complexe LAL-LURE. Deux plaques ont été dévoilées au cours de la cérémonie du 13 septembre 2013, par le président de la EPS et le vice-président de la Société Française de Physique, à l’occasion de la conférence Bruno Touschek Memorial Lectures organisée par le LAL.
Les soixante ans du laboratoire ont été célébrés tout au long de l’année 2016. Le LAL et le laboratoire voisin, l’Institut de Physique Nucléaire d’Orsay ont fêté leurs soixante ans en commun. Le point fort de cette commémoration a eu lieu le 10 octobre 2016 avec un colloque à l’auditorium du LAL.
Durant ces soixante trois ans d'existence, treize directeurs se sont succédé à la tête du Laboratoire de l'accélérateur linéaire :
- 1955 Fondation par Yves Rocard ;
- 1956-1961 : Hans von Halban ;
- 1961-1969 : André Blanc-Lapierre ;
- 1969-1975 : André Lagarrigue ;
- de janvier à mars 1975 : Pierre Lehmann, à la suite du décès brutal d'André Lagarrigue ;
- 1975-1985 : Jean Perez y Jorba ;
- 1985-1994 : Michel Davier ;
- 1994-1998 : Jacques Lefrançois ;
- 1998-2002 : François Richard ;
- 2002-2005 : Bernard d'Almagne ;
- 2005 -2011 : Guy Wormser ;
- 2011-2018 : Achille Stocchi ;
- novembre 2018 — 31 décembre 2019 : Fabien Cavalier (par intérim).

### Une première mondiale
En 1962, l'anneau de collision AdA (Anello di Accumulazione) construit à Frascati près de Rome, en Italie fut transporté à Orsay au Laboratoire de l'accélérateur linéaire pour y observer des collisions entre électrons et positrons. Ce transport donna lieu à quelques péripéties, un douanier à la frontière voulant « voir » le vide qui était maintenu à l'intérieur de l'anneau durant le transport.
Les collisions e+ / e− y furent observées pour la première fois au monde en décembre 1963.
Cette expérience ouvrit la voie pour la construction dans le monde entier de collisionneurs électrons-positrons.

## Domaines de recherche
Les domaines de recherche des physiciens du Laboratoire de l'accélérateur linéaire étaient les suivants :

### Physique des particules

#### Auprès desaccélérateurs
- Au CERN à Genève auprès du LEP jusqu'en 2003 et auprès du LHC à partir de 2007 :

Expériences ALEPH et DELPHI : ces deux expériences étaient installées auprès du Collisionneur électron positron (LEP). Leur construction a duré près de dix ans, la prise de données aussi. Cela a permis de rechercher en particulier le Boson de Higgs, elles sont maintenant terminées.
Expérience Atlas : cette expérience est une importante collaboration internationale puisque, depuis dix ans, 1 700 personnes (physiciens et ingénieurs) travaillent autour ce projet. Elle sera installée auprès du LHC qui est un collisionneur proton-proton qui va fournir une énergie de plusieurs TeV (Téraélectronvolt : 1012 eV) et un taux de collision cent fois supérieur à celui des collisionneurs plus anciens. Le détecteur Atlas est composé de trois sous-systèmes.
Le LAL est impliqué dans l'un de ses ensembles : le calorimètre électromagnétique.
Expérience LHCb (Large hadron collider beauty experiment) : Comme son nom l'indique cette expérience a été installée auprès du LHC pour étudier la violation de la symétrie particule-antiparticule lors de la désintégration de mésons « beaux » (méson B). Les dix milliards de particules générées quotidiennement au point d'interaction permettant la mesure des diverses manifestations de cette dissymétrie. Peut-être y trouvera-t-on l'explication de l'absence d'antimatière dans la nature. C'est aussi une collaboration internationale au sein de laquelle le LAL était responsable de l'électronique associée aux calorimètres.
- Auprès de l'accélérateur HERA à Hambourg : expérience H1 à DESY
- À Fermilab à Chicago :

Expérience D0 : On y a découvert en juin 2007, une nouvelle particule : le baryon xi-b dont la masse est 6 fois celle du proton. Il est composé de trois quark différents : un quark « beau », un quark « down » et un quark « étrange ».
- À Stanford États-Unis : expérience Babar

#### Physique duneutrino
Expérience NEMO : pour être à l'abri du rayonnement cosmique, le détecteur NEMO 3 a été installé dans le laboratoire souterrain de Modane (LSM), grotte située perpendiculairement au tunnel routier du Fréjus, à égale distance de l'Italie et de la France. Le but de l'expérience était de déterminer la nature des neutrinos. NEMO signifie Neutrino Ettore Majorana Observatory. Avec cette expérience on cherche à répondre à deux questions :
- le neutrino est-il une particule différente ou identique à son antiparticule ?
- le neutrino a-t-il une masse ?  et, si oui, pourquoi cette masse est-elle si faible ?

Le LAL s'est impliqué d'un point de vue technique dans la construction mécanique du détecteur et dans l'électronique d'acquisition des données.
Expérience Opera (Oscillation project whith emulsion tracking apparatus) : un faisceau de neutrinos produits au CERN à Genève va parcourir 732 km à travers la croute terrestre pour arriver dans le laboratoire du Gran Sasso près de l'Aquila en Italie. Là, deux grands détecteurs de quelques milliers de tonnes chacun attendent ces neutrinos. C'est une collaboration internationale de trente laboratoires.

### Physique des accélérateurs de particules
- Département accélérateur : http://dacc.lal.in2p3.fr/ (ce département a remplacé et englobé - de 2008 à fin 2019, l'ancien service Etudes et Réalisations d'Accélerateurs" (SERA): http://sera.lal.in2p3.fr/)
- ThomX http://sera.lal.in2p3.fr/thomx/
- PHIL : Photo-Injecteur au LAL : http://phil.lal.in2p3.fr/
- SuperB-Acc au LAL : http://superb.lal.in2p3.fr/
- XFEL-Coupleurs : https://trac.lal.in2p3.fr/XFEL_WP05
- PLIC-Migthy-Laser : http://flc.web.lal.in2p3.fr/activity/plp/plp.htm
- Étude des effets faisceaux-faisceaux : http://flc.web.lal.in2p3.fr/mdi/BBSIM/bbsim.html
- etc.

### Astroparticules,AstrophysiqueetCosmologie
- Expérience Planck, lancement de la sonde Planck dans l'espace le 14 mai 2009. Le LAL a eu la responsabilité du calculateur de bord d'un des deux instruments embarqués ainsi que la production des cartes du ciel pour les 6 fréquences associées.
- Expérience EROS[5] à la Silla dans la Cordillère des Andes au Chili :
- Expérience Auger à Malargüe en Argentine :
- Expérience Virgo[6] à Cascina, à côté de Pise en Italie : c'est un détecteur interférométrique d'ondes gravitationnelles. Le projet a été initié en 1993 et l'installation des bras s'est terminée en 2002. Le principe est celui d'un interféromètre de Michelson,  dont les bras mesurent 3 km de long, ce qui est énorme, et techniquement très difficile à réaliser, car il faut à l'intérieur des bras un vide meilleur que 10-8mb. Huit physiciens du LAL travaillent sur cette expérience ainsi qu'une équipe technique pour l'étude et le suivi en usine de la fabrication des tubes formant les bras, et pour le contrôle de la source lumineuse (un laser de puissance).

### En projet
ILC (International linear collider), anciennement FLC (Future linear collider) : c'est un collisionneur électrons positrons de très haute énergie (1 TeV) et forte luminosité qui pourrait voir le jour après 2015, dans le cadre d'une collaboration mondiale.
Il pourrait faire progresser la recherche par des mesures de précision : du ou des  bosons de Higgs, du quark top, des particules supersymétriques, des couplages des bosons Z et W.